# Хёйгор, Якуп Райнерт
Я́куп Ра́йнерт Хёйгор (фар. Jákup Reinert Højgaard; род. 20 ноября 2001, Тофтир, Эстурой) — фарерский футболист и тренер.

## Клубная карьера
Якуп начинал карьеру в клубе «Б68» из своей родной деревни Тофтир. Он был капитаном юношеской команды 2001 года рождения. В 2018 году его стали привлекать к тренировкам и матчам взрослого состава тофтирцев. 10 марта 2018 года Якуп дебютировал за «Б68» в первого дивизиона с дублирующим составом клуба «ТБ/ФКС/Ройн»: полузащитник вышел на поле на 54-й минуте вместо Йоухана Хёйгора. Якуп провёл 10 матчей первой половины сезона-2018, а затем перебрался в дублирующий состав рунавуйкского «НСИ». 31 августа того же года полузащитник забил первый гол в карьере, поразив ворота «ТБ/ФКС/Ройн II». Суммарно за полтора года во второй команде рунавуйчан он отыграл 15 встреч первой лиги, отметившись в них 4 забитыми мячами.
В 2020 году состоялось возвращение Якупа в родной «Б68». Он принял участие в 10 матчах сезона-2020 и забил в них 2 гола, а его команда оформила возвращение в высший фарерский дивизион. 29 июня 2021 года полузащитник дебютировал в фарерской премьер-лиге, заменив Хильмара Хёйгора на 62-й минуте встречи со столичным «ХБ».

## Международная карьера
В 2017 году Якуп представлял Фарерские острова на юношеском уровне, приняв участие в 2 встречах за сборную до 17 лет.

## Клубная статистика
| Выступление      | Выступление      | Выступление      | Лига | Лига | Кубки | Кубки | Еврокубки | Еврокубки | Прочие | Прочие | Итого | Итого |
| Клуб             | Лига             | Сезон            | Игры | Голы | Игры  | Голы  | Игры      | Голы      | Игры   | Голы   | Игры  | Голы  |
| ---------------- | ---------------- | ---------------- | ---- | ---- | ----- | ----- | --------- | --------- | ------ | ------ | ----- | ----- |
| Б68              | Первый дивизион  | 2018             | 10   | 0    | 1     | 0     | 0         | 0         | 0      | 0      | 11    | 0     |
| Б68              | Итого            | Итого            | 10   | 0    | 1     | 0     | 0         | 0         | 0      | 0      | 11    | 0     |
| НСИ Рунавик II   | Первый дивизион  | 2018             | 5    | 1    | 0     | 0     | 0         | 0         | 0      | 0      | 5     | 1     |
| НСИ Рунавик II   | Первый дивизион  | 2019             | 10   | 3    | 0     | 0     | 0         | 0         | 0      | 0      | 10    | 3     |
| НСИ Рунавик II   | Итого            | Итого            | 15   | 4    | 0     | 0     | 0         | 0         | 0      | 0      | 15    | 4     |
| Б68              | Первый дивизион  | 2020             | 10   | 2    | 1     | 0     | 0         | 0         | 0      | 0      | 11    | 2     |
| Б68              | Премьер-лига     | 2021             | 5    | 0    | 1     | 0     | 0         | 0         | 0      | 0      | 6     | 0     |
| Б68              | Итого            | Итого            | 15   | 2    | 2     | 0     | 0         | 0         | 0      | 0      | 17    | 2     |
| Всего за карьеру | Всего за карьеру | Всего за карьеру | 40   | 6    | 3     | 0     | 0         | 0         | 0      | 0      | 43    | 6     |